# Бородай Олексій Вікторович
Олексій Вікторович Бородай нар. 28 січня 1982, Армянськ) — український футболіст, що грав на позиції захисника і півзахисника. Відомий за виступами у складі сімферопольської «Таврії» у вищій українській лізі.

## Кар'єра футболіста
Олексій Бородай народився в Армянську, а розпочав займатися футболом у сімферопольському УОР. У професійному футболі дебютував у команді другої ліги «Титан» зі свого рідного міста в 1998 році. Ще протягом чемпіонату молодий футболіст отримав запрошення до команди вищої української ліги «Таврія» з Сімферополя. Проте в найсильнішій команді півострова Бородай зіграв лише 1 матч у чемпіонаті 29 травня 1999 року, вийшовши в основному складі на гру проти кіровоградської «Зірки». З початку сезону 1999—2000 років Олексій Бородай перебував у системі донецького «Шахтаря», граучи в цьому сезоні за його другу команду в першій лізі, а в наступному сезоні він грав за його третю команду в другій лізі. Надалі футболіст у професійних командах не грав. З 2017 року Олексій Бородай працює тренером в ДЮСШ «Олімпік» в окупованому російськими військами Армянську.